# Meri Nenonen
Meri Nenonen, född 1973 i Helsingfors, är en finländsk skådespelare.
Nenonen har bland annat medverkat i TV-serien Sekunder. Hon har även medverkat i filmerna Unna och Nuuk och Nordsjö. 

## Filmografi (i urval)
- 2006 – Unna och Nuuk
- 2012 – Nordsjö
- 2024 – Sekunder (TV-serie)